# Centro sportivo di Follo
Il centro sportivo di Follo, è un centro sportivo di Follo (SP) di proprietà comunale con 2 campi a 11 in erba, 1 campo a 7 e 3 campi a 5, dato in convenzione alla società di calcio italiana Spezia Calcio  e alla società dilettantistica locale ASD Follo Football Club, nata dalla fusione di ASD Follo San Martino e ASD Follo Calcio 2012.
La struttura ospita dal 2014 gli allenamenti della prima squadra  mentre il training center Bruno Ferdeghini  è riservato al settore giovanile.
Dal 2023/24 anche la squadra Primavera dovrebbe allenarsi al centro sportivo di Follo.
Il centro d'allenamento si trova in via San Martino s.n.c., in località Piano di Follo.